# Кессидис, Алекс
Александрос Михел Кессидис (род. 23 марта 1995 года) — шведский борец греко-римского стиля, призёр чемпионата мира 2019 года и чемпионата Европы 2020 года, Европейских игр 2019 года, чемпион Европы 2017 год среди молодёжи (до 23-х лет).

## Биография
Родился в 1995 году. С 2010 года в ранге кадета выступает на международной арене. В 2016 году стал серебряным призёром чемпионата Европы среди спортсменов не достигших 23-х лет в категории до 75 кг.  
В 2017 году стал чемпионом Европы среди спортсменов не достигших 23-х лет в категории до 80 кг. Турнир проходил в Венгрии, в финале он поборол грузинского атлета Гелу Болквадзе.    
На Европейских играх в Минске, в 2019 году, в категории до 77 кг, стал бронзовым призёром.
На предолимпийском чемпионате планеты в Казахстане в 2019 году в весовой категории до 77 кг, Александрос завоевал серебряную медаль и получил олимпийскую лицензию для своего национального Олимпийского комитета.
В феврале 2020 года на чемпионате континента в итальянской столице, в весовой категории до 77 кг Алекс в схватке за бронзовую медаль поборол спортсмена из Украины Владимира Яковлева и завоевал бронзовую медаль европейского первенства.